# Iàkovlevo (Bélgorod)
|  | Per a altres significats, vegeu «Iakovlevo». |

Iàkovlevo - Яковлево (rus) - és un poble (un possiólok) de l'óblast de Bélgorod, a Rússia. El 2021 tenia 2.675 habitants. Pertany al districte (raion) de Stroítel.